# Salvatore Settis
Salvatore Settis (Rosarno, 11 de junio de 1941) es un arqueólogo e historiador del arte italiano

## Biografía
Licenciado en arqueología clásica, entró en 1963 en la Escuela Normal Superior de Pisa, y obtuvo el diploma correspondiente en 1965.
Ha sido asistente (1968-1969) en la Universidad de Pisa, luego profesor encargado (1969-1976), y a continuación fue profesor ordinario (1976-1985), siempre en la cátedra de arqueología griega y romana. Entre 1977 y 1981 fue director del Instituto de Arqueología, y presidió la Facultad de Filosofía y Letras. Enseña arqueología clásica en la Escuela Normal Superior de Pisa desde 1985.
Ha dirigido el Getty Center de Los Ángeles entre 1994 y 1999. Desde 1999 es director de la Escuela Normal Superior de Pisa, cargo en el que ha sido reelegido en 2003 y 2007.
Con su ensayo Italia S.p.a.. L'assalto al patrimonio culturale, ganó el premio Viareggio de 2003. 
Desde 2004 es miembro del Comité de garantías de la Escuela Galileana de Estudios Superiores. En 2008 se pronunció explícitamente contra la política de recortes indiscriminados en la universidad promovida por el Gobierno de Silvio Berlusconi; manifestándolo en las páginas de La Repubblica e Il Sole 24 Ore. Ello le condujo a dimitir de la presidencia del Consejo Superior de los Bienes Culturales, dado el expreso deseo de Sandro Bondi —en ese momento ministro de Bienes Culturales— de que no criticase la línea de su Gobierno.
Además es miembro del Instituto Arqueológico Alemán, de la Academia Estadounidense de las Artes y las Ciencias, de la Academia Nacional de los Linces y del Comité científico del Consejo Europeo de Investigación.

## Obras
- La tempesta interpretata. Giorgione, i committenti, il soggetto, Turín, Einaudi, 1978.
- Memoria dell'antico nell'arte italiana, Einaudi, 1984-1986, coordinador
- La colonna Traiana, Einaudi, 1988.
- Laocoonte. Fama e stile, Roma, Donzelli, 1999.
- Civiltà dei Romani, Milán, Electa, 1990-1993.
- Italia S.p.A. L'assalto al patrimonio culturale, Einaudi, 2002.
- I Greci. Storia, Cultura, Arte, Società, Einaudi, 1996-2002, coordinador
- Futuro del "classico", Einaudi, 2004
- Battaglie senza eroi. I beni culturali tra istituzioni e profitto,  Milán, Electa, 2005

- Datos: Q520802
- Multimedia: Salvatore Settis / Q520802